# Афера Сент Фијакр
„Афера Сент Фијакр“ је југословенски ТВ филм из 1963. године. Режирао га је Сава Мрмак, а сценарио је писао Жорж Сименон.

## Улоге
| Глумац           | Улога           |
| ---------------- | --------------- |
| Милутин Бутковић |                 |
| Иво Јакшић       |                 |
| Зоран Ранкић     |                 |
| Зоран Ристановић |                 |
| Љуба Тадић       |                 |
| Еуген Вербер     | Доктор Бусардон |
| Иван Ђурђевић    |                 |
| Царка Јовановић  |                 |